# Bloktvinger
 Der er for få eller ingen kildehenvisninger i denne artikel, hvilket er et problem. Du kan hjælpe ved at angive troværdige kilder til de påstande, som fremføres i artiklen.

En Bloktvinge eller stokpresse anvendes til finering af større flader, eller til fremstilling af møbelplader, fortrinsvis af møbelsnedkere.
Bloktvingen består af en svær ramme af træ eller jern, forsynet med et antal spindler (normalt vist 4 eller 5) af træ eller jern. Er bloktvingen af jern kan spindlerne forskydes sideværts, og ofte kan den ene sidevange vippes ud for at lette ilægningen af emnerne.

## Arbejdsgang
Arbejdsgangen er følgende: Et antal bloktvinger stilles side om side med passende afstand. I bunden lægges en trætulade, og i fald der anvendes snedkerlim (varmelim), evt en opvarmet zinktulade. Derefter lægges opvarmede tulader mellem hvert lag, sluttende med en trætulade. Oven på det hele en spændklods i tvingens længderetning, og der spændes til et jævnt tryk er opnået. 

## Historie
I dag er vistnok de fleste bloktvinger blevet afløst af hydrauliske varmepresser, eller i det mindste af egentlige finerpresser – på de mindre værksteder.